# یواس‌اس پالاکس (ای‌کی‌اس-۴)
یواس‌اس پالاکس (ای‌کی‌اس-۴) (به انگلیسی: USS Pollux (AKS-4)) یک کشتی بود که طول آن ۴۵۹ فوت ۲ اینچ (۱۳۹٫۹۵ متر) بود. این کشتی در سال ۱۹۴۲ ساخته شد.